# شوق الدرويش
شوق الدرويش الرواية الثانية للقاص والروائي السوداني حمور زيادة. صدرت الرواية لأوّل مرة عام 2014 عن دار العين للنشر في القاهرة. حازت على «جائزة نجيب محفوظ للأدب» عام 2014، ودخلت في القائمة النهائية «القصيرة» للجائزة العالمية للرواية العربية لعام 2015، المعروفة باسم «جائزة بوكر العربية».

## حول الرواية
يعرض الروائي «حمور زيادة» في هذه الرواية جانبًا من الصراع الاجتماعي بين الثقافة المسيحية والثقافة الصوفية الإسلامية في السودان، في ظل انهيار نموذج الدولة الدينية. وتطرح الرواية بقوة تأملات في الحب والدين والغدر والصراع السياسي، وذلك في حقبة حساسة من تاريخ السودان المعاصر. شخصية الرواية الرئيسية هي «بخيت منديل» السجين الذي يطلق سراحه، فيعزم على الانتقام من كل من تسبب في سجنه بعد حياة من عذابات العبودية والأسر والسجن والاستغلال الجسدي. يوافق إطلاق سراح «بخيت» بالواقعة التاريخية الرئيسة المتمثلة بدخول قوات مصرية مدعومة بالإنجليز نهاية القرن التاسع عشر إلى السودان، وهزيمة الدولة المهدية وهروب المهدي وأعوانه.